# Adolf Johnsson (militär)
Adolf Heribert Johnsson, född 23 juli 1880 i Östra Broby församling, Kristianstads län, död 1 november 1963 i Oscars församling, Stockholms stad, var en svensk militär och gymnastikdirektör.

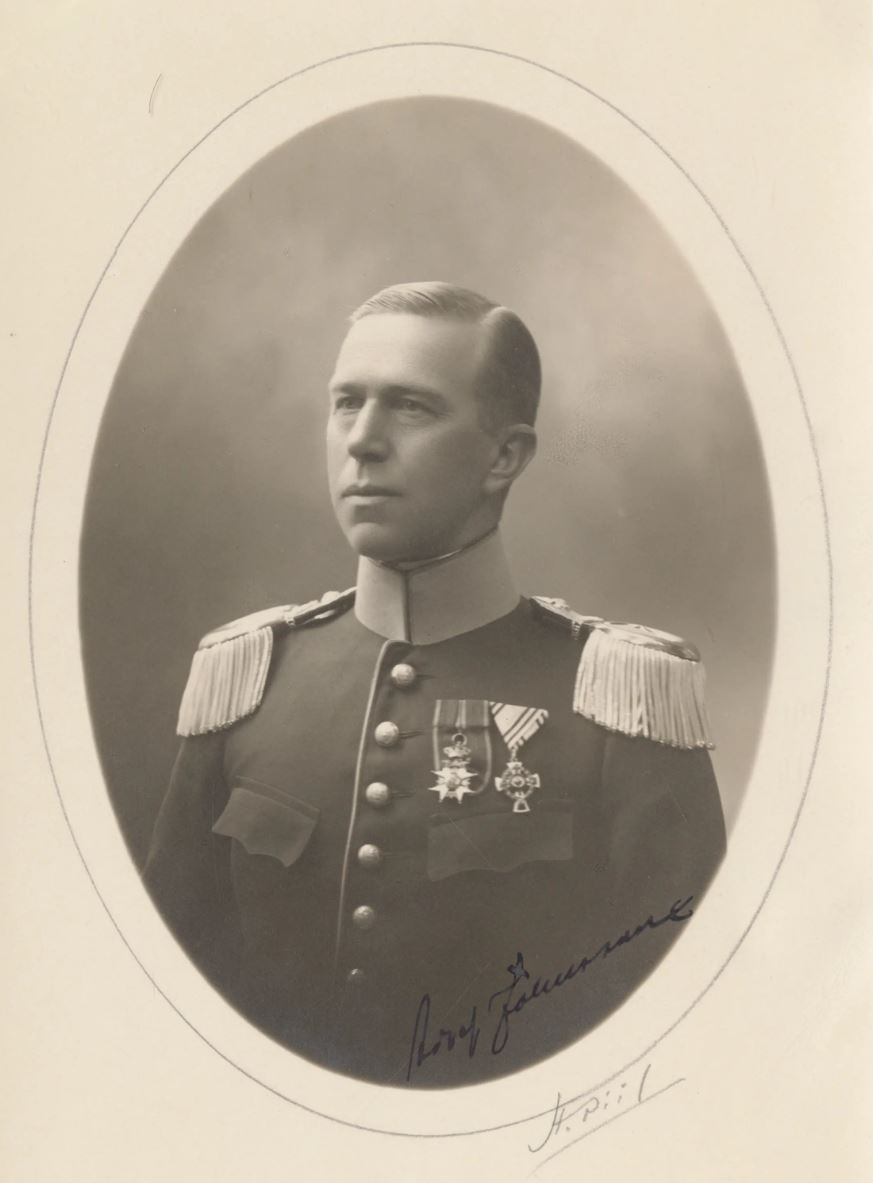
Porträtt av Adolf Johnsson, major och chef för Skånska trängkåren.

## Biografi
Adolf Johnsson var son till handlanden och riksdagsmannen Hans Johnsson samt bror till industrimannen Wiking Johnsson och vidare kusin till författaren Harald Johnsson. Han blev underlöjtnant vid Jämtlands fältjägarregemente 1902 men övergick 1903 till trängen. Han blev kapten vid Skånska trängkåren 1915 och vid Göta trängkår 1920, major och chef för Skånska trängkåren 1925, överstelöjtnant i trängen 1929 samt överste i armén 1934. År 1935 erhöll han avsked ur aktiv tjänst. Johnsson genomgick 1904–1907 Gymnastiska centralinstitutet och utexaminerades 1907 som gymnastikdirektör. Åren 1937–1945 var han institutets föreståndare och hade då som skolledare till uppgift att i samband med undervisningens omorganisation uppföra den nödvändiga nya huvudbyggnaden, som invigdes våren 1945. 
Johnsson var 1928–1946 verksam inom Svenska röda korset, bland annat som ordförande i delegerade för rödakorstrupperna 1941–1946 och som ledamot av Stockholmsdistriktets styrelse från 1940. Åren 1908–1916 och 1926–1935 satt han i stadsfullmäktig i Hässleholm för Högerpartiet. Johnsson, som bland annat tjänstgjorde som stabschef vid tränginspektionen 1933–1935, intog en framskjuten plats i utvecklingen av trängen i Sverige. Han följde bland annat övningar vid tyska trängförband och utgav utifrån sina erfarenheter Minnen och intryck från en kommendering vid tyska riksvärnet år 1930. Från 1944 ägnade han sig åt skötseln av sin egendom Benhamra i Vada socken. Johnsson är begraven på Norra begravningsplatsen utanför Stockholm.
Under studietiden på läroverket i Kristianstad bildade Adolf Johnsson 7 november 1899 IFK Kristianstad och han blev även dess huvudstyrelses första ordförande 1899-1900.  Sedan 1949 delar IFK Kristianstad årligen ut Överste Adolf Johnssons vandringspris. Vid föreningens 60-årsjubileum 7 november 1959 donerade överste Adolf Johnsson 10 000 kr för instiftandet av ett årligt "uppmuntringspris åt dem som är förtjänta därav".